# Abandoned Luncheonette
Abandoned Luncheonette es el segundo álbum de estudio del dúo estadounidense Daryl Hall & John Oates. Fue publicado en noviembre de 1973 a través de Atlantic Records.

## Recepción de la crítica
Un escritor no especificado de la revista Cash Box declaró: “Destacado por una versión bellamente editada de su brillante nuevo sencillo, «She's Gone», el nuevo LP del dúo en Atlantic es una visión cristalina de su magistral habilidad para crear sueños con su música. La canción que da nombre al álbum es una bonita melodía swing, mientras que «Las Vegas Turnaround (The Stewardess Song)» es un tema de jazz con una gran percusión. La habilidad de escritura de los artistas es claramente evidente a lo largo de toda la colección, pero es particularmente efectiva en «Lady Rain», «Laughing Boy», «I'm Just a Kid (Don't Make Me Feel Like a Man)» y «When the Morning Comes»”.

## Rendimiento comercial
En los Estados Unidos, el álbum debutó en la lista Top LPs & Tape de la revista Billboard el 23 de febrero de 1974 en el número 196. La semana siguiente ascendió al puesto número 192, sin embargo, Abandoned Luncheonette cayó al número 198 durante la semana del 9 de marzo, y no fue hasta el relanzamiento del sencillo «She's Gone» que Abandoned Luncheonette alcanzó su punto máximo en el puesto número 33 durante la semana del 20 de noviembre de 1976. Pasó un total de 38 semanas no consecutivas en la lista Top LPs & Tape.

## Lista de canciones
Todas las canciones escritas y compuestas por Daryl Hall, excepto donde esta anotado. 
| Lado uno |                                                          |          |  |
| N.º      | Título                                                   | Duración |  |
| 1.       | «When the Morning Comes»                                 | 3:12     |  |
| 2.       | «Had I Known You Better Then» (John Oates)               | 3:22     |  |
| 3.       | «Las Vegas Turnaround (The Stewardess Song)» (Oates)     | 2:57     |  |
| 4.       | «She's Gone» (Hall, Oates)                               | 5:15     |  |
| 5.       | «I'm Just a Kid (Don't Make Me Feel Like a Man)» (Oates) | 3:20     |  |

| Lado dos |                           |          |  |
| N.º      | Título                    | Duración |  |
| 1.       | «Abandoned Luncheonette»  | 3:55     |  |
| 2.       | «Lady Rain» (Hall, Oates) | 4:26     |  |
| 3.       | «Laughing Boy»            | 3:30     |  |
| 4.       | «Everytime I Look at You» | 7:04     |  |

## Créditos y personal
Créditos adaptados desde las notas de álbum de Abandoned Luncheonette.
| Lado uno 1. «When the Morning Comes» - Daryl Hall – voz principal, mandolina - John Oates – guitarra acústica - Chris Bond – Mellotron - Hugh McCracken – guitarra eléctrica - Steve ”Fontz” Gelfand – bajo eléctrico - Bernard Purdie – batería - Ralph MacDonald – percusión - Joe Farrell – oboe 2. «Had I Known You Better Then» - Daryl Hall – piano eléctrico - John Oates – voz principal, guitarra acústica - Chris Bond – guitarra eléctrica - Jerry Ricks – guitarra acústica - Steve “Fontz” Gelfand – bajo eléctrico - Rick Marotta – batería, percusión 3. «Las Vegas Turnaround (The Stewardess Song)» - Daryl Hall – voz principal, piano eléctrico - John Oates – voz principal, guitarra acústica - Chris Bond – guitarra acústica - Gordon Edwards – bajo eléctrico - Bernard Purdie – batería - Pancho Morales – conga - Pat Rebillot – órgano - Joe Farrell – saxofón tenor 4. «She's Gone» - Daryl Hall – voz principal, piano eléctrico - John Oates – voz principal, guitarra wah-wah - Chris Bond – guitarra eléctrica, Mellotron, sintetizador - Steve “Fontz” Gelfand – bajo eléctrico - Bernard Purdie – batería - Ralph MacDonald – percusión - Joe Farrell – saxofón tenor 5. «I'm Just a Kid (Don't Make Me Feel Like a Man)» - Daryl Hall – piano eléctrico - John Oates – voz principal, guitarra acústica - Chris Bond – guitarra eléctrica, Mellotron - Jerry Ricks – guitarra acústica - Gordon Edwards – bajo eléctrico - Bernard Pardie – batería | Lado dos 1. «Abandoned Luncheonette» - Daryl Hall – voz principal y coros, piano - John Oates – coros - Gordon Edwards – bajo eléctrico - Bernard Pardie – batería - Joe Farrell – saxofón alto - Richard Tee – piano - Gloria Agostini – armónica - Walter F. Hobi – coros - Kathy Mae Hohl – coros - Ronald & Donald Wanner – coros - Christian Bond – coros - Arif Mardin – bajo 2. «Lady Rain» - Daryl Hall – voz principal, mandolina - John Oates – voz principal, guitarra acústica - Hugh McCracken – guitarra eléctrica - Steve “Fontz” Gelfand – bajo eléctrico - Bernard Pardie – batería - Ralph MacDonald – percusión - John Blair – violín eléctrico Vi-tar 3. «Laughing Boy» - Daryl Hall – voz principal, piano - Marvin Stamm – fliscorno 4. «Everytime I Look at You» - Daryl Hall – voz principal, teclados - John Oates – guitarra eléctrica - Chris Bond – solos de guitarra eléctrica, Mellotron, sintetizador - Steve “Fontz” Gelfand – bajo eléctrico - Bernard Purdie – batería - Larry Packer – violín tradicional - Marc Horowitz – banjo |

Personal técnico
- Daryl Hall – arreglos
- John Oates – arreglos
- Chris Bond – arreglos, mezclas, productor asistente
- Arif Mardin – arreglos de cuerda y trompa, productor, mezclas
- Gene Paul – ingeniero de audio
- Lew Hahn – mezclas, ingeniero de audio
- Jimmy Douglass – mezclas, ingeniero de audio
- Joel Kerr – ingeniero de audio
- B. Wilson – diseño de portada, fotografía
- Tommy Mottola – coordinador
- Nevin Harper – personal, cocinero
- Richard Reiner – personal, cocinero

## Posicionamiento
| Gráfica (1976)                            | Pico de posición |
| ----------------------------------------- | ---------------- |
| Estados Unidos (Billboard Top LPs & Tape) | 33               |

## Certificaciones y ventas
| País                  | Certificación | Ventas    |
| --------------------- | ------------- | --------- |
| Estados Unidos (RIAA) | Platino       | 1 000 000 |